# Hráčské statistiky Agniezsky Radwańské
Článek popisuje výsledky kariéry polské tenistky Agniezsky Radwaňské, která se na profesionálních okruzích pohybovala v letech 2005–2018. Během dráhy vyhrála dvacet singlových turnajů na okruhu WTA a další dva na okruhu ITF. K nim přidala triumf na Hopman Cupu 2015.

## Finále velkých turnajů

### Grand Slam

#### Dvouhra: 1 (0–1)
| Stav       | rok  | turnaj    | povrch | soupeřka ve finále | výsledek      |
| ---------- | ---- | --------- | ------ | ------------------ | ------------- |
| Finalistka | 2012 | Wimbledon | tráva  | Serena Williamsová | 1–6, 7–5, 2–6 |

### Turnaj mistryň

#### Dvouhra: 1 (1–0)
| Stav    | rok  | turnaj                           | povrch    | soupeřka ve finále | výsledek      |
| ------- | ---- | -------------------------------- | --------- | ------------------ | ------------- |
| Vítězka | 2015 | WTA Tour Championships, Singapur | tvrdý (h) | Petra Kvitová      | 6–2, 4–6, 6–3 |

### Finále Premier Mandatory & Premier 5

#### Dvouhra: 8 (5–3)
| Stav       | rok  | turnaj                      | povrch | soupeřka ve finále   | výsledek      |
| ---------- | ---- | --------------------------- | ------ | -------------------- | ------------- |
| Finalistka | 2009 | Peking, Čína                | tvrdý  | Světlana Kuzněcovová | 2–6, 4–6      |
| Vítězka    | 2011 | Tokio, Japonsko             | tvrdý  | Věra Zvonarevová     | 6–3, 6–2      |
| Vítězka    | 2011 | Peking, Čína                | tvrdý  | Andrea Petkovicová   | 7–5, 0–6, 6–4 |
| Vítězka    | 2012 | Miami, Spojené státy        | tvrdý  | Maria Šarapovová     | 7–5, 6–4      |
| Finalistka | 2012 | Tokio, Japonsko             | tvrdý  | Naděžda Petrovová    | 0–6, 6–1, 3–6 |
| Finalistka | 2014 | Indian Wells, Spojené státy | tvrdý  | Flavia Pennettaová   | 2–6, 1–6      |
| Vítězka    | 2014 | Montréal, Kanada            | tvrdý  | Venus Williamsová    | 6–4, 6–2      |
| Vítězka    | 2016 | Peking, Čína                | tvrdý  | Johanna Kontaová     | 6–4, 6–2      |

#### Čtyřhra: 2 (1–1)
| Stav       | rok  | turnaj                         | povrch | spoluhráčka        | soupeřky ve finále             | výsledek              |
| ---------- | ---- | ------------------------------ | ------ | ------------------ | ------------------------------ | --------------------- |
| Finalistka | 2009 | Dubaj, Spojené arabské emiráty | tvrdý  | Maria Kirilenková  | Cara Blacková Liezel Huberová  | 3–6, 3–6              |
| Vítězka    | 2011 | Miami, Spojené státy           | tvrdý  | Daniela Hantuchová | Liezel Huberová Naďa Petrovová | 7–6(7–5), 2–6, [10–8] |

## Finále na okruhu WTA
| Legenda                                      |
| -------------------------------------------- |
| D – dvouhra; Č – čtyřhra                     |
| Grand Slam (0–1 D)                           |
| Turnaj mistryň (1–0 D)                       |
| Premier Mandatory & Premier 5 (5–3 D; 1–1 Č) |
| Premier (7–4 D; 0–1 Č)                       |
| International (7–0 D; 1–0 Č)                 |

### Dvouhra: 28 (20–8)
| Stav       | č.  | datum             | turnaj                                | povrch    | soupeřka ve finále         | výsledek             |
| ---------- | --- | ----------------- | ------------------------------------- | --------- | -------------------------- | -------------------- |
| Vítězka    | 1.  | 5. srpna 2007     | Stockholm, Švédsko                    | tvrdý     | Věra Duševinová            | 6–1, 6–1             |
| Vítězka    | 2.  | 10. února 2008    | Pattaya, Thajsko                      | tvrdý     | Jill Craybasová            | 6–2, 1–6, 7–6(7–4)   |
| Vítězka    | 3.  | 19. května 2008   | Istanbul, Turecko                     | antuka    | Jelena Dementěvová         | 6–3, 6–2             |
| Vítězka    | 4.  | 21. června 2008   | Eastbourne, Spojené království        | tráva     | Naděžda Petrovová          | 6–4, 6–7(11–13), 6–4 |
| Finalistka | 1.  | 11. října 2009    | Peking, Čína                          | tvrdý     | Světlana Kuzněcovová       | 2–6, 4–6             |
| Finalistka | 2.  | 8. srpna 2010     | San Diego, Spojené státy              | tvrdý     | Světlana Kuzněcovová       | 4–6, 7–6(9–7), 3–6   |
| Vítězka    | 5.  | 7. srpna 2011     | San Diego, Spojené státy              | tvrdý     | Věra Zvonarevová           | 6–3, 6–4             |
| Vítězka    | 6.  | 1. října 2011     | Tokio, Japonsko                       | tvrdý     | Věra Zvonarevová           | 6–3, 6–2             |
| Vítězka    | 7.  | 9. října 2011     | Peking, Čína                          | tvrdý     | Andrea Petkovicová         | 7–5, 0–6, 6–4        |
| Vítězka    | 8.  | 25. února 2012    | Dubaj, Spojené arabské emiráty        | tvrdý     | Julia Görgesová            | 7–5, 6–4             |
| Vítězka    | 9.  | 30. března 2012   | Miami, Spojené státy                  | tvrdý     | Maria Šarapovová           | 7–5, 6–4             |
| Vítězka    | 10. | 26. května 2012   | Brusel, Belgie                        | antuka    | Simona Halepová            | 7–5, 6–0             |
| Finalistka | 3.  | 7. července 2012  | Wimbledon, Londýn, Spojené království | tráva     | Serena Williamsová         | 1–6, 7–5, 2–6        |
| Finalistka | 4.  | 29. září 2012     | Tokio, Japonsko                       | tvrdý     | Naděžda Petrovová          | 0–6, 6–1, 3–6        |
| Vítězka    | 11. | 6. ledna 2013     | Auckland, Nový Zéland                 | tvrdý     | Yanina Wickmayerová        | 6–4, 6–4             |
| Vítězka    | 12. | 11. ledna 2013    | Sydney, Austrálie                     | tvrdý     | Dominika Cibulková         | 6–0, 6–0             |
| Finalistka | 5.  | 28. července 2013 | Stanford, Spojené státy               | tvrdý     | Dominika Cibulková         | 6–3, 4–6, 4–6        |
| Vítězka    | 13. | 22. září 2013     | Soul, Jižní Korea                     | tvrdý     | Anastasija Pavljučenkovová | 6–7(6–8), 6–3, 6–4   |
| Finalistka | 6.  | 16. března 2014   | Indian Wells, Spojené státy           | tvrdý     | Flavia Pennettaová         | 2–6, 1–6             |
| Vítězka    | 14. | 10. srpna 2014    | Montréal, Kanada                      | tvrdý     | Venus Williamsová          | 6–4, 6–2             |
| Finalistka | 7.  | 27. června 2015   | Eastbourne, Spojené království        | tráva     | Belinda Bencicová          | 4–6, 6–4, 0–6        |
| Vítězka    | 15. | 27. září 2015     | Tokio, Japonsko (2)                   | tvrdý     | Belinda Bencicová          | 6–2, 6–2             |
| Vítězka    | 16. | 18. října 2015    | Tchien-ťin, Čína                      | tvrdý     | Danka Kovinićová           | 6–1, 6–2             |
| Vítězka    | 17. | 1. listopadu 2015 | Turnaj mistryň, Singapur              | tvrdý (h) | Petra Kvitová              | 6–2, 4–6, 6–3        |
| Vítězka    | 18. | 9. ledna 2016     | Šen-čen, Čína                         | tvrdý     | Alison Riskeová            | 6–2, 6–3             |
| Vítězka    | 19. | 27. srpna 2016    | New Haven, Spojené státy              | tvrdý     | Elina Svitolinová          | 6–1, 7–6(7–3)        |
| Vítězka    | 20. | 9. října 2016     | Peking, Čína (2)                      | tvrdý     | Johanna Kontaová           | 6–4, 6–2             |
| Finalistka | 8.  | 13. ledna 2017    | Sydney, Austrálie                     | tvrdý     | Johanna Kontaová           | 4–6, 2–6             |

### Čtyřhra: 4 (2–2)
| Stav       | č. | datum           | turnaj                         | povrch | spoluhráčka        | soupeřky ve finále                | výsledek              |
| ---------- | -- | --------------- | ------------------------------ | ------ | ------------------ | --------------------------------- | --------------------- |
| Vítězka    | 1  | 21. května 2007 | Istanbul, Turecko              | antuka | Urszula Radwańská  | Čan Jung-žan Sania Mirzaová       | 6–1, 6–3              |
| Finalistka | 1. | 22. února 2009  | Dubaj, Spojené arabské emiráty | tvrdý  | Maria Kirilenková  | Cara Blacková Liezel Huberová     | 3–6, 3–6              |
| Finalistka | 2. | 9. srpna 2009   | Los Angeles, Spojené státy     | tvrdý  | Maria Kirilenková  | Čuang Ťia-žung Jen C’             | 0–6, 6–4, [7–10]      |
| Vítězka    | 2. | 3. dubna 2011   | Miami, Spojené státy           | tvrdý  | Daniela Hantuchová | Liezel Huberová Naděžda Petrovová | 7–6(7–5), 2–6, [10–8] |

## Finálové účasti na turnajích okruhu ITF
| 100 000 $ tournaments |
| 75 000 $ tournaments  |
| 50 000 $ tournaments  |
| 25 000 $ tournaments  |
| 10 000 $ tournaments  |

### Dvouhra: 5 (2–3)
| Stav       | č. | datum              | turnaj           | povrch  | soupeřka ve finále   | výsledek            |
| ---------- | -- | ------------------ | ---------------- | ------- | -------------------- | ------------------- |
| Vítězka    | 1. | 12. června 2005    | Varšava, Polsko  | antuka  | Oxana Tepljakovová   | 6–1, 6–3            |
| Finalistka | 1. | 14. srpna 2005     | Gdyně, Polsko    | antuka  | Petra Cetkovská      | 3–6, 4–6            |
| Finalistka | 2. | 6. listopadu 2005  | Minsk, Bělorusko | koberec | Julia Bejgelzimerová | 6–7(1–7), 1–6       |
| Finalistka | 3. | 20. listopadu 2005 | Průhonice, Česko | tvrdý   | Lucie Hradecká       | 6–4, 1–6, 6–7(8–10) |
| Vítězka    | 2. | 15. července 2007  | Biella, Itálie   | antuka  | Karin Knappová       | 6–3, 6–3            |

### Čtyřhra: 5 (2–3)
| Stav       | č. | datum             | turnaj                | povrch  | spoluhráčka       | soupeřky ve finále                       | výsledek      |
| ---------- | -- | ----------------- | --------------------- | ------- | ----------------- | ---------------------------------------- | ------------- |
| Vítězka    | 1. | 14. srpna 2005    | Gdyně, Polsko         | antuka  | Urszula Radwańská | Kateryna Aviďjenková Natalia Bogdanovová | 6–1, 6–1      |
| Vítězka    | 2. | 21. srpna 2005    | Kandřín-Kozlí, Polsko | antuka  | Urszula Radwańská | Renata Voráčová Sandra Záhlavová         | 6–1, 6–4      |
| Finalistka | 1. | 30. října 200     | Istanbul, Turecko     | tvrdý   | Urszula Radwańská | Maria Korytcevová Zsofia Gubasciová      | 3–6, 3–6      |
| Finalistka | 2. | 6. listopadu 2005 | Minsk, Bělorusko      | koberec | Urszula Radwańská | Jekatěrina Dzegalevičová Darja Kustovová | 3–6, 3–6      |
| Finalistka | 3. | 9. října 2006     | Dinan, Francie        | antuka  | Mădălina Gojneová | Klaudia Jansová Henrieta Nagyová         | 6–3, 2–6, 4–6 |

## Chronologie výsledků
| Legenda | Legenda                                   | Legenda | Legenda                     |
| ------- | ----------------------------------------- | ------- | --------------------------- |
| SR      | poměr vyhraných turnajů ku všem odehraným | W–L V–P | výhry–prohry                |
| NH      | daný rok se turnaj nekonal                | A       | turnaje se hráč nezúčastnil |
| 1Q / LQ | prohra v (kole) kvalifikace               | 1k / 1R | prohra v daném kole turnaje |
| QF / ČF | prohra ve čtvrtfinále                     | SF      | prohra v semifinále         |
| F       | prohra ve finále                          | Vítěz   | vítězství v turnaji         |

### Dvouhra
| Grand Slam                      |                    |                    |                    |                    |            |             |             |             |            |             |              |              |              |              |              |                |                |
| Australian Open                 | A                  | A                  | A                  | 2R                 | ČF         | 1R          | 3R          | ČF          | ČF         | ČF          | SF           | 4R           | SF           | 2R           | 3R           | 0 / 12         | 35–12          |
| French Open                     | A                  | A                  | A                  | 1R                 | 4R         | 4R          | 2R          | 4R          | 3R         | ČF          | 3R           | 1R           | 4R           | 3R           | A            | 0 / 11         | 23–11          |
| Wimbledon                       | A                  | A                  | 4R                 | 3R                 | ČF         | ČF          | 4R          | 2R          | F          | SF          | 4R           | SF           | 4R           | 4R           | 2R           | 0 / 13         | 43–13          |
| US Open                         | A                  | A                  | 2R                 | 4R                 | 4R         | 2R          | 2R          | 2R          | 4R         | 4R          | 2R           | 3R           | 4R           | 3R           | 1R           | 0 / 13         | 24–13          |
| výhry–prohry                    | 0–0                | 0–0                | 7–2                | 6–4                | 14–4       | 8–4         | 7–4         | 9–4         | 15–4       | 16–4        | 11-4         | 10-4         | 14–4         | 8–4          | 3–3          | 0 / 49         | 125–49         |
| Olympijské hry                  |                    |                    |                    |                    |            |             |             |             |            |             |              |              |              |              |              |                |                |
| Olympijské hry                  | A                  | Nekonaly se        | Nekonaly se        | Nekonaly se        | 2R         | Nekonaly se | Nekonaly se | Nekonaly se | 1R         | Nekonaly se | Nekonaly se  | Nekonaly se  | 1R           | Nekonaly se  | Nekonaly se  | 0 / 3          | 1–3            |
| Závěrečné turnaje roku          |                    |                    |                    |                    |            |             |             |             |            |             |              |              |              |              |              |                |                |
| Turnaj mistryň                  | nekvalifikovala se | nekvalifikovala se | nekvalifikovala se | nekvalifikovala se | RR         | RR          | DNQ         | RR          | SF         | RR          | SF           | Vítěz        | SF           | DNQ          | DNQ          | 1 / 8          | 11–14          |
| Turnaje WTA Premier Mandatory   |                    |                    |                    |                    |            |             |             |             |            |             |              |              |              |              |              |                |                |
| Indian Wells                    | A                  | A                  | A                  | 2R                 | ČF         | ČF          | SF          | 4R          | ČF         | 4R          | F            | 3R           | SF           | 3R           | 2R           | 0 / 12         | 29–12          |
| Miami                           | A                  | A                  | A                  | 4R                 | 2R         | 4R          | ČF          | ČF          | Vítěz      | SF          | ČF           | 4R           | 4R           | 3R           | 4R           | 1 / 12         | 31–11          |
| Madrid                          | Nekonal se         | Nekonal se         | Nekonal se         | Nekonal se         | Nekonal se | 1R          | 2R          | 2R          | SF         | 2R          | SF           | 3R           | 1R           | A            | A            | 0 / 8          | 13–8           |
| Peking                          | Ne Tier I          | Ne Tier I          | Ne Tier I          | Ne Tier I          | Ne Tier I  | F           | 1R          | Vítěz       | ČF         | SF          | 2R           | SF           | Vítěz        | 3R           | A            | 2 / 9          | 28–7           |
| Turnaje WTA Premier 5           |                    |                    |                    |                    |            |             |             |             |            |             |              |              |              |              |              |                |                |
| Dubaj                           | Ne Tier I          | Ne Tier I          | Ne Tier I          | Ne Tier I          | Ne Tier I  | 1R          | SF          | ČF          | NP5        | NP5         | NP5          | 3R           | NP5          | 3R           | NP5          | 0 / 8          | 15–8           |
| Dauhá                           | Ne Tier I          | Ne Tier I          | Ne Tier I          | Ne Tier I          | SF         | Nekonal se  | Nekonal se  | NP5         | SF         | SF          | SF           | NP5          | SF           | NP5          | 2R           | 0 / 7          | 17–7           |
| Řím                             | A                  | A                  | A                  | 1R                 | 3R         | ČF          | 3R          | 2R          | 2R         | 2R          | ČF           | A            | A            | A            | A            | 0 / 8          | 8–8            |
| Montreal/Toronto                | A                  | A                  | A                  | A                  | A          | ČF          | 3R          | SF          | ČF         | SF          | Vítěz        | ČF           | 3R           | 3R           | A            | 1 / 8          | 23–8           |
| Cincinnati                      | Ne Tier I          | Ne Tier I          | Ne Tier I          | Ne Tier I          | Ne Tier I  | 2R          | 3R          | A           | ČF         | ČF          | ČF           | 1R           | ČF           | 1R           | 1R           | 0 / 9          | 10–8           |
| Tokio                           | A                  | A                  | A                  | A                  | ČF         | SF          | ČF          | Vítěz       | F          | ČF          | ne Premier 5 | ne Premier 5 | ne Premier 5 | ne Premier 5 | ne Premier 5 | 1 / 6          | 20–5           |
| Wuhan                           | nekonal se         | nekonal se         | nekonal se         | nekonal se         | nekonal se | nekonal se  | nekonal se  | nekonal se  | nekonal se | nekonal se  | 2R           | 1R           | ČF           | 3R           | A            | 0 / 4          | 4–4            |
| Často hrané turnaje WTA Premier |                    |                    |                    |                    |            |             |             |             |            |             |              |              |              |              |              |                |                |
| Sydney                          | A                  | A                  | A                  | A                  | A          | ČF          | 2R          | A           | SF         | Vítěz       | 2R           | 2R           | A            | F            | ČF           | 2 / 8          | 16–6           |
| Stuttgart                       | A                  | A                  | A                  | 2R                 | 2R         | ČF          | 2R          | SF          | SF         | A           | ČF           | 1R           | SF           | 1R           | A            | 0 / 10         | 13–10          |
| Eastbourne                      | A                  | A                  | A                  | 2R                 | Vítěz      | ČF          | 1R          | ČF          | 1R         | 1R          | 1R           | F            | ČF           | 2R           | SF           | 1 / 11         | 18–11          |
| Stanford                        | A                  | A                  | A                  | A                  | A          | 2R          | SF          | ČF          | A          | F           | 2R           | ČF           | A            | A            |              | 0 / 6          | 10–6           |
| Carlsbad                        | A                  | A                  | A                  | A                  | nekonal se | nekonal se  | F           | Vítěz       | A          | ČF          | nekonal se   | nekonal se   | nekonal se   | nekonal se   | nekonal se   | 1 / 3          | 10–2           |
| Celkové statistiky              |                    |                    |                    |                    |            |             |             |             |            |             |              |              |              |              |              |                |                |
| Odehrané turnaje                | 0                  | 0                  | 8                  | 20                 | 24         | 24          | 18          | 20          | 22         | 21          | 21           | 23           | 20           | 18           | 14           | 255            | 255            |
| Tituly                          | 0                  | 0                  | 0                  | 1                  | 3          | 0           | 0           | 3           | 3          | 3           | 1            | 3            | 3            | 0            | 0            | 20             | 20             |
| Finále                          | 0                  | 0                  | 0                  | 1                  | 3          | 1           | 1           | 3           | 5          | 4           | 2            | 4            | 3            | 1            | 0            | 28             | 28             |
| Tvrdý V/P                       | 0–0                | 0–0                | 10–3               | 18–9               | 29–11      | 30–17       | 25–12       | 36–12       | 41–12      | 46–14       | 33–16        | 37–19        | 43–12        | 20-14        | 10-11        | 379–161        | 379–161        |
| Antuka V/P                      | 0–0                | 0–1                | 8–4                | 5–5                | 14–5       | 8–4         | 5–5         | 7–4         | 12–4       | 5–3         | 11–4         | 2–3          | 5–3          | 2–2          | 0–1          | 83–48          | 83–48          |
| Tráva V/P                       | 0–0                | 0–0                | 3–1                | 4–3                | 8–1        | 6–2         | 3–2         | 3–2         | 6–3        | 5–2         | 3–2          | 12–3         | 5–3          | 3–2          | 4–2          | 65–28          | 65–28          |
| Koberec V/P                     | 0–0                | 0–0                | 8–4                | 7–6                | 3–2        | 0–0         | 0–0         | 0–0         | 0–0        | 0–0         | 0–0          | 0–0          | 0–0          | 0–0          | 0–0          | 18–12          | 18–12          |
| Celkově V/P                     | 0–0                | 0–1                | 29–12              | 34–23              | 54–19      | 44–23       | 33–19       | 46–18       | 59–19      | 56–19       | 48–22        | 51–25        | 53–18        | 25-18        | 14-14        | 594–267        | 594–267        |
| % úspěšn. záp.                  | 0 %                | 0 %                | 71 %               | 60 %               | 74 %       | 66 %        | 64 %        | 72 %        | 76 %       | 75 %        | 68 %         | 67 %         | 75 %         | 58 %         | 50 %         | 69 %           | 69 %           |
| Konečný žebříček WTA            | 941.               | 381.               | 57.                | 26.                | 10.        | 10.         | 14.         | 8.          | 4.         | 5.          | 6.           | 5.           | 3.           | 28.          | 75.          | 27 683 807 USD | 27 683 807 USD |